# Jette Viby
Jette Viby (født 17. februar 1930 i København, død 21. december 1999) var en dansk designer.
Jette Viby var selvlært og allerede som ung tegnede hun sit eget tøj. Hendes karriere startede, da hun blev mor og hun i 1964 begyndte at designe stoftryk til børn og voksne. Det første hun designede var forklæder med store lommer, hvori der sad små flade dukker. Jette Viby viste det til Illums Bolighus, der syntes om idéen og bestilte et større antal forklæder.
Efterfølgende designede hun en række andre ting, fx en tumling kaldet "kolbøttedukken". Den blev en succes og på et tidspunkt havde hun 30 hjemmesyersker beskæftiget og der blev solgt millioner eksemplarer i en række lande. Jette Viby fik patent på opfindelsen. Hendes efterfølgende stoflegetøj tog hun ikke patent på, men det blev i stedet mønsterbeskyttet. Hun lavede bl.a. en række tøjdyr, fx en hund med lynlås i maven (og hvalpe) i maven. Hun lavede også i perioden 1979-1991 forskellige sysæt/tekstildesign, som man kunne købe og selv sy hendes design.
Jette Vibys design blev omtalt i blade og aviser bl.a. "Den permanente" og i "vi har set" i "Søndags B.T". Jette Vibys kreationer blev bl.a. udstillet i FN-bygningen i New York og hendes ting blev solgt i Europa, Mellemøsten, Japan, Australien og USA.
Hun solgte sin virksomhed i slutningen af 1980’erne. Virksomheden lukkede efter noget tid og restlageret og trykfilm mv. blev opkøbt og en ny virksomhed "Jette Viby Design" blev etableret. Virksomheden eksisterer stadig.
Jette Viby var gift med tegneren og illustratoren Robert Viby indtil hendes død i 1999 og sammen fik de 4 børn.